# 图鲁孛罗
图鲁博罗特（1482年—1517年之前），明朝史书称鐵力摆戶，蒙古大汗达延汗的长子。
图鲁博罗特为满都海彻辰夫人所生，出生后立为汗位继承人，但图鲁博罗特先于达延汗之前去世。《蒙古源流》等称按照蒙古长子继承的传统，因此达延汗以图鲁博罗特的儿子博迪为继承人。宝音德力根《可汗世系及政局》一文中认定此说法错误，并依据同时期明朝记录和蒙古史书《阿拉坦汗传》、《黄金史纲》的记载考证出图鲁博罗特无子，博迪和纳密克是其二弟兀鲁思孛罗的孩子。